# 東京歯科大学の人物一覧
東京歯科大学の人物一覧（とうきょうしかだいがくのじんぶついちらん）は、東京歯科大学（前身である高山歯科医学院、東京歯科医学院、東京歯科医学専門学校を含む）に関係する人物の一覧記事。

## 教員
創設者
- 高山紀齋　（高山歯科医学院設立者、学院長(1890-1899)）

理事長
- 血脇守之助(1920-)
- 奥村鶴吉(1947-)
- 鹿島俊雄(1973- 元郵政大臣、東京歯科医専卒)
- 井上裕(1993-)
- 金子譲(2011-)

学長
- 高山紀齋　(高山歯科医学院学院長:1890-)
- 血脇守之助(東京歯科医学院学院長:1900-、東京歯科医学専門学校校長:1907-)
- 奥村鶴吉(東京歯科医学専門学校校長:1943-、東京歯科大学学長1946-)
- 高木圭二郎(1983-)
- 石川達也 (1995-)
- 金子譲(2004-)

その他の教員
- 山根源之（オーラルメディシン・口腔外科学講座教授。日本歯科医学会理事、日本歯学系学会協議会副理事長、日本老年歯科医学会理事長、日本口腔診断学会理事長、日本口腔内科学会理事長。）
- 井上孝 - 大学院研究科長、日本口腔検査学会会長
- 小田豊 - 歯科理工学講座名誉教授、元日本歯科理工学会会長
- 新谷誠康 小児歯科学講座教授
- 吉成正雄 口腔科学研究センター・口腔インプラント学研究部門主任教授
- 阿部伸一 解剖学講座教授

## 著名な出身者

### 政治
- 井上裕（第23・24代参議院議長、東京歯科医専卒）
- 浅井美幸（元公明党衆議院議員、東京歯科医専卒）
- 石塚三郎（元衆議院議員、新潟県歯科医師会初代会長、高山高等歯科医学校卒）
- 川口浩 （元民主党衆議院議員）
- 関口恵造（元自由民主党参議院議員、元埼玉県歯科医師会会長、東京歯科医専卒）
- 山田順策（元静岡市長、元衆議院議員、元静岡県歯科医師会会長、東京歯科医専卒）
- 白須賀貴樹（元自由民主党衆議院議員）
- 島村大（元自由民主党参議院議員）
- 中村忠雄（茨城県龍ケ崎市長、在任中に死去）

### 文化
- 飴村行(作家、中退）
- 川喜多雄二（元俳優）
- 松浦玄嗣（タレント、ラジオパーソナリティー）
- 戸田康平（シンガーソングライター）

### 研究者
- 淺井康宏（東京歯科大学名誉教授、元全国歯科衛生士教育協議会会長、元日本歯科保存学会会長、元日本歯科薬物療法学会会長）
- 上原進 (元日本障害者歯科学会理事長、日本大学名誉教授)
- 岡田満（慶應大学医学部歯学科初代教授、日本歯科医学会会長）
- 大塚豊美 （元山梨県歯科医師会会長・日本歯研工業創設者）
- 大塚弘介 （元東京歯科技工専門学校代表、元全国歯科技工士教育協議会副会長）
- 齊藤力（新潟大学教授、元東京歯科大学教授）
- 酒井琢朗（愛知学院大学教授、東京歯科医専卒）
- 佐藤運雄（元日本大学理事長・名誉会頭、東京歯科医学院卒）
- 菅原利夫（岡山大学教授）
- 瀬端正之（元東京歯科大学歯科矯正学講座教授）
- 添島義和（元東京歯科大学臨床教授、元日本口腔インプラント学会副会長）
- 山口朗（東京医科歯科大学教授、日本臨床口腔病理学会理事長）
- 山本悦秀（金沢大学名誉教授、元日本口腔腫瘍学会理事長）

## 著名な関係者
- 野口英世